# بطحيش ثنائي الحزمة
بطحيش ثنائي الحزمة (الاسم العلمي:Cyprinodon bifasciatus) (بالإنجليزية: Cuatro Cienegas pupfish)‏ هو نوع من الأسماك يتبع جنس البطحيش من الفصيلة البطحيشية.